# Ceratina palauensis
Ceratina palauensis là một loài Hymenoptera trong họ Apidae. Loài này được Yasumatsu mô tả khoa học năm 1939.